# Zola Matumona
Zola Pitshou Matumona (ur. 26 listopada 1981 w Kinszasie) – kongijski piłkarz grający na pozycji pomocnika.

## Kariera klubowa
Karierę piłkarską Matumona rozpoczął w klubie AS Vita Club z miasta Kinszasa. W 2001 roku zadebiutował w jego barwach w pierwszej lidze Demokratycznej Republiki Konga i w debiutanckim sezonie zdobył Puchar Demokratycznej Republiki Konga. W 2003 roku występował w klubie FC Saint Eloi Lupopo z Lumumbashi, a w latach 2004-2005 ponownie grał w AS Vita Club. W 2006 roku występował w angolskim Primeiro de Agosto i zdobył z nim dublet, czyli mistrzostwo i puchar kraju.
W 2006 roku Matumona odszedł z AS Vita Club do belgijskiego zespołu FC Bruksela. Przez 2 sezony był jego podstawowym zawodnikiem w pierwszej lidze, a w 2008 roku spadł z nim do drugiej ligi. W 2009 roku odszedł do innego drugoligowca, RAEC Mons. W 2011 roku awansował z nim do pierwszej ligi. W 2013 roku odszedł do Primeiro de Agosto, jednak w 2014 roku wrócił do Mons, gdzie występował do końca sezonu 2013/2014.
W 2015 roku Matumona grał w angolskim Progresso do Sambizanga, a w 2016 roku został zawodnikiem Renaissance Kinszasa z drugiej ligi Demokratycznej Republiki Konga.
| Sezon   | Klub                    | Kraj                          | Rozgrywki     | Mecze | Bramki |
| ------- | ----------------------- | ----------------------------- | ------------- | ----- | ------ |
| 2001    | AS Vita Club            | Demokratyczna Republika Konga | Linafoot      | ?     | ?      |
| 2002    | AS Vita Club            | Demokratyczna Republika Konga | Linafoot      | ?     | ?      |
| 2003    | FC Saint Eloi Lupopo    | Demokratyczna Republika Konga | Linafoot      | ?     | ?      |
| 2004    | AS Vita Club            | Demokratyczna Republika Konga | Linafoot      | ?     | ?      |
| 2005    | AS Vita Club            | Demokratyczna Republika Konga | Linafoot      | ?     | ?      |
| 2006    | Primeiro de Agosto      | Angola                        | Girabola      | ?     | ?      |
| 2006/07 | FC Bruksela             | Belgia                        | Eerste Klasse | 22    | 5      |
| 2007/08 | FC Bruksela             | Belgia                        | Eerste Klasse | 29    | 2      |
| 2008/09 | FC Bruksela             | Belgia                        | Tweede Klasse | 34    | 10     |
| 2009/10 | RAEC Mons               | Belgia                        | Tweede Klasse | 35    | 8      |
| 2010/11 | RAEC Mons               | Belgia                        | Tweede Klasse | 27    | 3      |
| 2011/12 | RAEC Mons               | Belgia                        | Eerste Klasse | 25    | 1      |
| 2012/13 | RAEC Mons               | Belgia                        | Eerste Klasse | 21    | 2      |
| 2013    | Primeiro de Agosto      | Angola                        | Girabola      | ?     | ?      |
| 2013/14 | RAEC Mons               | Belgia                        | Eerste Klasse | 9     | 0      |
| 2015    | Progresso do Sambizanga | Angola                        | Girabola      | ?     | ?      |

## Kariera reprezentacyjna
W reprezentacji Demokratycznej Republiki Konga Matumona zadebiutował 20 sierpnia 2002 roku w zremisowanym 1:1 meczu z Algierią. W 2006 roku rozegrał 4 spotkania w Pucharze Narodów Afryki 2006: z Togo (2:0), z Angolą (0:0), z Kamerunem (0:2) i ćwierćfinale z Egiptem (1:4).